# Rumex sanguineus
Rumex sanguineus L. es una especie de plantas de la familia de las poligonáceas. 

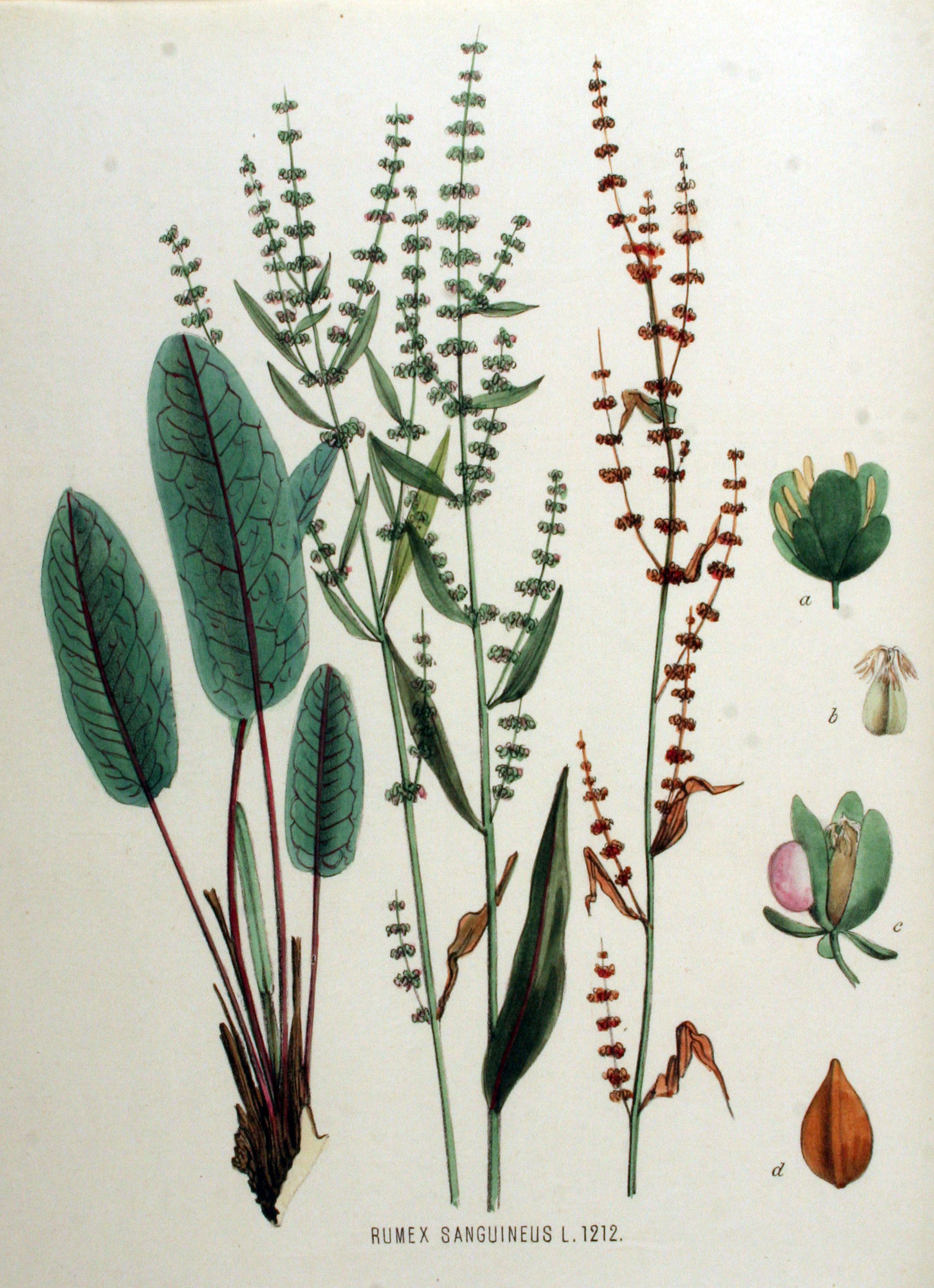
Ilustración

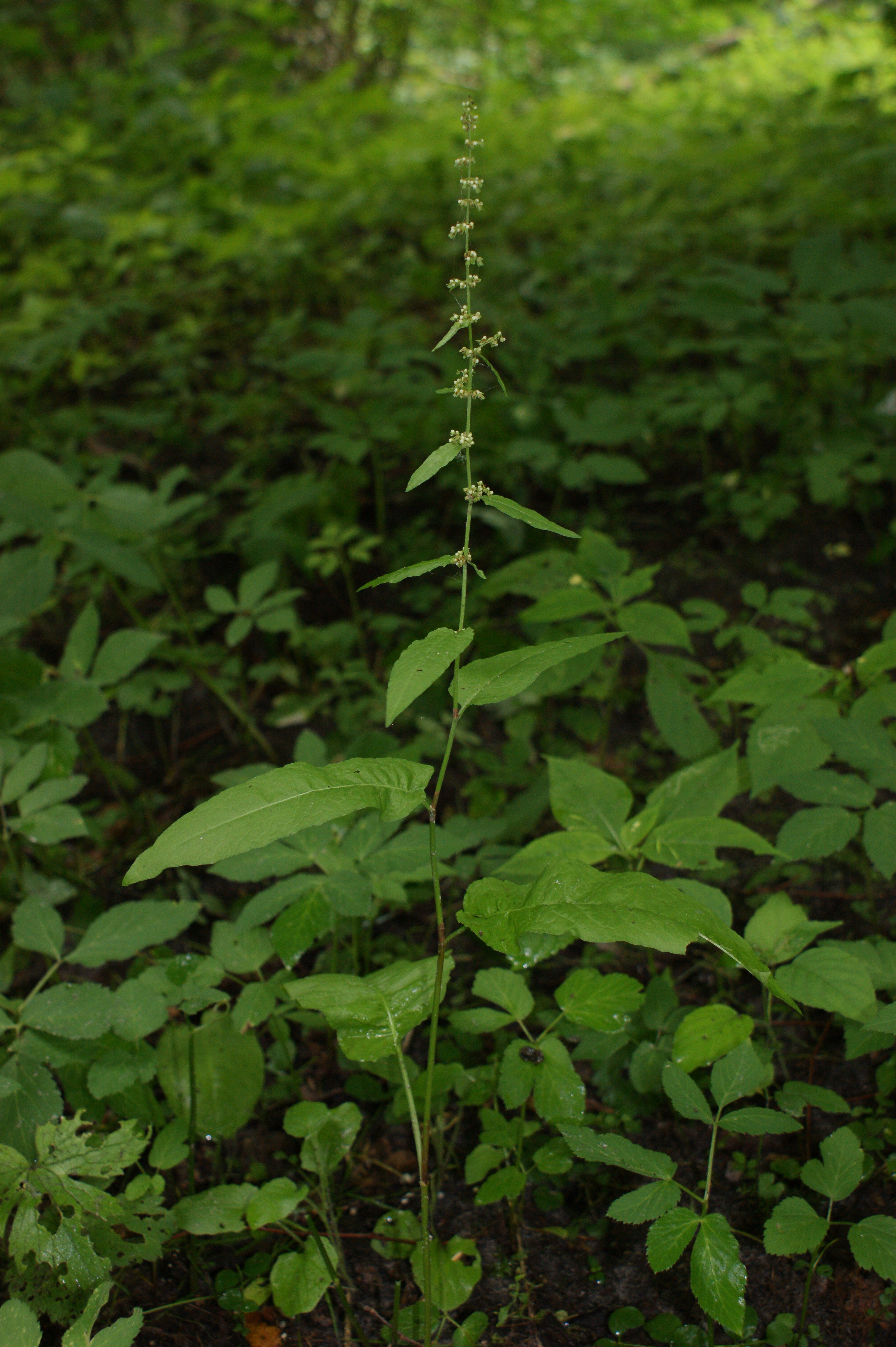
Vista de la planta

## Distribución y hábitat
Se encuentra en Europa Central en los lugares húmedos, y también, los bosques perturbados.

## Descripción
Planta perenne que alcanza una altura de 50 a 80 (raramente 120) centímetros. Los tallos son de color  rojo.  La base de las hojas son oblongo-aovalades. El tallo es tan largo como la hoja.  Esta es de color verde oscuro, y tiene una longitud de 14 centímetros y hasta 6 centímetros de anchura. En la parte superior del tallo están las hojas, que son redondeadas en la base o en forma de cuña.
Las inflorescencias no florecen  hasta mediados del año.  Los racimos de flores son más bien laxas.  La mayoría de las flores son hermafroditas, aunque hay casos en que las flores son monoicas.  El interior de los frutos son estrechos-oblongos, de 3 a 3'8 centímetros de largo y 0'5 a 1'5 milímetros de ancho, tienen una corteza muy delgada.  Sólo la parte frontal tiene una gran protuberancia esférica.  Los frutos son de color marrón oscuro, de 1'6 a 2 milímetros de largo.  El tallo del fruto es mucho más largo que el fruto. El número cromosómico es 2n = 20

## Taxonomía
Rumex sanguineus fue descrita por   Carlos Linneo  y publicado en Species Plantarum 1: 334. 1753.
Etimología
Ver: Rumex
sanguineus: epíteto latíno que significa "de color sangre".
Sinonimia
- Lapathum sanguineum (L.) Lam.
- Rumex condylodes M.Bieb.
- Rumex nemorosus Schrad. ex Willd.[3]
- Vibones   auratus Raf.
- Rumex verticillatus Ucria
- Rumex microdon Gand.
- Rumex integer Gand.
- Rumex glomeratus Ten.
- Rumex fraternus Gand.
- Rumex exsanguis Kit. ex Schult.
- Rumex condylodes M.Bieb.
- Rumex aureus Höpfner
- Rumex auratus Sm. in Rees
- Rumex acutus Curtis
- Rumex nemorosus subsp. sanguineus (L.) Bonnier & Layens
- Lapathum sanguineum (L.) Moench[4]

## Nombres comunes
- Castellano: acedera (2), hoja de vinagre (2), romaza (2), romaza roja.[5]